# Altocumulus lenticularis
L'altocumulus lenticolaris (in italiano altocumulo lenticolare, abbreviazione Ac len) è un tipo di altocumulo caratterizzato da una tipica forma a lente; queste nubi sono spesso associate alla formazione di un'onda orografica (mountain wave), fenomeno che può risultare molto pericoloso per il volo.
L'aria segue traiettorie ondulate, come se anche dopo aver superato il crinale della montagna seguisse ancora la traiettoria originale, caratterizzata appunto da moti ascendenti e discendenti che possono portare alla formazione di vortici (detti rotori) e turbolenze che disturbano la navigazione aerea, soprattutto nel caso di velivoli leggeri come un deltaplano o un parapendio.
Tuttavia, l'utilizzo di alianti opportunamente attrezzati con impianti di ossigeno permettono lo sfruttamento di queste correnti per raggiungere quote molto elevate, anche oltre gli 8000 m.

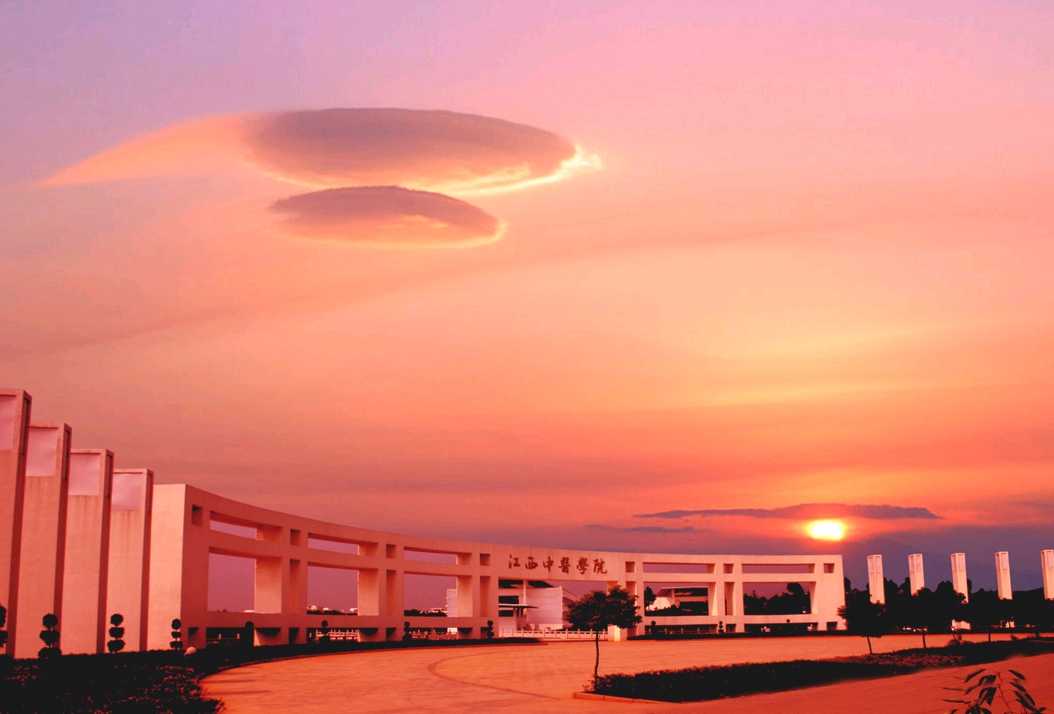
Altocumulo lenticolare a Jiangxi, 2008